# Magosto
Magosto (auch Amagosto oder Amagüestu genannt) ist ein traditionelles galizisches, asturisches, leonisches und portugiesisches Volksfest, das jedes Jahr im November gefeiert wird.

## Etymologie
Es gibt verschiedene Theorien über die Herkunft des Namens Magosto: Magnus Ustus (von lat. für „großes Feuer“) oder Magnum Ustum (resultierend aus dem magischen Charakter des Feuers).

## Zeitraum
Das Fest wird in Galicien an den ersten 11 Tagen im November gefeiert. Es beginnt am 1. November (Allerheiligen – Día de Todos Los Santos) und endet am 11. November (dem Martinstag – San Martín).

## Ablauf
Während der Festtage werden in den Straßen der Städte geröstete Kastanien verkauft. Außerdem gehört zu den festen Bestandteilen neuer Wein, Paprikawurst (chorizo) und Feuer.
Am Martinstag versammeln sich bereits vormittags viele Gruppen von (meist jugendlichen) Einwohnern, um hinaus in die Berge zu wandern. Dort werden Lagerfeuer entzündet und Kastanien geröstet. Die verschiedenen Gruppen haben hierbei meist einen angestammten Platz, der jedes Jahr aufgesucht wird.
Am Lagerfeuer gibt es traditionell Musik und Wein. Heutzutage werden dabei auch andere Getränke konsumiert und es wird neben den Kastanien, die im Feuer geröstet werden, auch Fleisch auf einem Rost gegrillt.
Bei Einbruch der Dunkelheit verlassen die Gruppen ihre Lagerfeuer und treffen sich auf einer größeren, freien Fläche am Berg, um dort gemeinsam zu feiern.

## Ähnliche Feste in anderen Regionen
Im Baskenland wird das Fest Gaztañarre gefeiert, das dem Magosto ähnelt.